# Protection (Massive Attack-album)
A Protection (sz. sz. „Védelem”) a brit elektronikus zenei együttes, a Massive Attack második, egyben valószínűleg legsikeresebb albuma, mely 1994. szeptember 26-án jelent meg a Virgin Recordsnál. A trip hop műfaj jellegzetes albumaként tartják számon.
A Mad Professor néven ismert DJ 1995-ben remix-albumot készített belőle, mely No Protection címen jelent meg.
Az album szerepel az 1001 lemez, amit hallanod kell, mielőtt meghalsz című könyvben.

## Az album dalai
1. Protection (Vowles / Del Naja / Marshall / Thorn) – 7:51
2. Karmacoma (Vowles / Del Naja / Marshall / Tricky / Norfolk / Locke) – 5:16
3. Three (Vowles / Del Naja / Marshall / Hooper / Suwoton) – 3:49
4. Weather Storm (Vowles / Del Naja / Marshall / Hooper / Armstrong / Harmon / Napoleon / Lloyd / Murray) – 4:59
5. Spying Glass (Vowles / Del Naja / Marshall / Hooper / Andy) – 5:20
6. Better Things (Vowles / Del Naja / Marshall / Thorn / Watt / Brown) – 4:13
7. Eurochild (Vowles / Del Naja / Marshall / Tricky / Norfolk / Locke) – 5:11
8. Sly (Vowles / Del Naja / Marshall / Hooper / Suwoton / Goldman) – 5:24
9. Heat Miser (Vowles / Del Naja / Marshall / Hooper / de Vries) – 3:39
10. Light My Fire (koncertfelvétel) (The Doors) – 3:15

## Fogadtatása
A lemez a Rolling tone magazin Coolest Albums of All Time listáján az első tíz helyezett közé került. A lemez legdicsértebb száma a kezdő Protection.

## Zene
Mint a legtöbb Massive Attack album esetében, a zenei tartalom ellenállónak mutatkozik a gyors műfaji kategorizálással szemben, amely a Protection esetében a R&B-től (Protection, Sly) a hiphop/rap-en át (Karmacoma, Eurochild) a reggae-ízű synthpop-on (Spying Glass) keresztül egészen a "szimfonikus elektronikáig" (Weather Storm, Heat Miser) terjedhetne. Az album új vonása a későbbi és korábbi lemezekhez képest a húros hangszerek (hegedű- és zongora-hangok), illetve ezek szintetikus szimulációinak uralkodó volta.
Hangulat szempontjából már jóval könnyebben kategorizálható: mivel uralkodnak rajta a chillout-természetű lassú, meditatív és-vagy melankolikus, kifejezetten szomorkás dalok.
Az albumon mégis tetten érhető egy jól felismerhető zenei kompozíció: a tíz számos lemez ötödik száma után ("B oldal") hasonló stílusú kompozíciók ugyanabban a sorrendben követik egymást, mint az ötödik számig ("A oldal"). A Protection (1.) és Better things (6.). emberi kapcsolatok-témájú, lassú, melankolikus tánczenék,  amelyeket Tracey Thorn énekel; a Karmacoma (2.) és a Eurochild  (7.) fura hangulatú, dub-osított hiphop-számok; a Three (3.)  és Sly (8.) "szimfonikus" kiegészítéssel bíró, Nicolette Suwoton énekelte dalok, melyek közül a Three szomorkás, a Sly viszont vidám alkotás; a Weather strom (4.) és a Heat miser (9.) instrumentális, zongorahangra épített (Vangelis szerzeményeihez hasonló) elektronikus tánczenei kompozciók. A szériák záró számai, a Horace Andy énekelte Spying Glass (5.) és a Light my fire (10.) pedig a poszt-modern diszkózene (house/techno/rave) és a dub-reggae műfajok összeházasítása kísérletének is felfoghatóak. A Light my fire esetében ez már csak azért is érdekes, hiszen ez a Doors együttes egy kultikus rock-dalának feldolgozása (de éppen ezért kevésbé hat idegenszerűen, mint a Spying Glass – noha ez utóbbi is feldolgozás, Horace Andy Spy Glass c. munkájából készült).

## Közreműködők
- Massive Attack – producer, keverés, programozás, albumborító és -promóció
- Nellee Hooper – producer, mixelés
- Marius De Vries, Andy Wright, The Insects, Nick Warren – programozás
- Robert "3d" Del Naja, Grant "Daddy G" Marshall, Tricky, Tracey Thorn, Horace Andy, Nicolette – ének
- Craig Armstrong – zongora
- Chester Kamen – gitár
- Rob Merril – dobok
- Mark "Spike" Stent – hangmérnök
- Jim Abiss – hangmérnök
- Jeremy "Jim Bob" Wheatley – hangmérnök
- Al Stone – hangmérnök
- Mike Marsh – hangmérnök
- Michael-Nash Assoc. – album borító és -promóció
- Matthew Donaldson, Jean Baptiste Mondino, Eddie Monsoon – fotográfia

## Klipek
Három opuszból készült videóklip: a Sly címűt Stephane Sednaoul, a Protectiont Michel Gondry, míg a Karmacoma-t Jonathan Glazer rendezte. Mindhárom fogadtatása kedvező volt.
A Protection, mely egy toronyház lakóinak életébe enged bepillantást, nevezetes arról, hogy a néző számára úgy tűnik, egyetlen "snittel", vágás és megszakítás nélkül vették fel. E trükk egyik alapja az volt, hogy a magasság hatását keltő toronyház díszleteit vízszintesen fektetve építették fel, így a kamera folytonosan mozoghatott egy felette lévő állványzaton: néhányan a szereplők közül, akik látszólag fekszenek a klipben, valójában állnak, akik pedig állni látszanak, valójában fekszenek.
A Karmacoma egy bizarr alakokkal teli szállodában játszódó klip, különféle horror-thriller filmekre (Stanley Kubrick Ragyogása, David Lynch Radírfeje vagy Quentin Tarantino Ponyvaregénye) asszociáltató emblematikus részletek szürreális montázs-szerű egyesítése.
A Sly videó – képi világát tekintve – pszichedelikus élmények könnyűzenei feldolgozásának tűnik.

## Külső hivatkozások
- Dalszövegek
- A címadó videóklip (lastfm.hu, beillesztés/hozzáférés: 2012-09-10.)